# Photedes obscura
Photedes obscura là một loài bướm đêm trong họ Noctuidae.